# Acacia nodiflora
Acacia nodiflora é uma espécie de leguminosa do gênero Acacia, pertencente à família Fabaceae.